# ریلاینس انترتینمنت
ریلاینس اینترتینمنت (انگلیسی: Reliance Entertainment) شرکت رسانه‌ای هندی است، که در سال ۲۰۰۵ توسط گروه ریلاینس تأسیس شد.